# Wyścig Czech WTCC 2011
Wyścig Czech WTCC 2011 – piąta runda World Touring Car Championship w sezonie 2011 i szósty z kolei Wyścig Czech. Rozegrał się on w dniach 18-19 czerwca 2011 na torze Masaryk Circuit położonym na zachodnich obrzeżach miasta Brno w Czechach. W pierwszym wyścigu zwyciężył Robert Huff z Chevroleta, a w drugim jego zespołowy kolega Yvan Muller.

## Wypowiedzi zwycięzców
Wiedziałem, że muszę spróbować i wyprzedzić Yvana na starcie. Kiedy byłem na zewnętrznej pierwszego zakrętu mogłem nie widzieć co on robił z powodu martwego pola w lusterku. Ale był na tyle porządny, by dać mi wystarczająco dużo miejsca i dziękuję mu za to. Wprowadziliśmy trochę zmian w samochodzie po wczorajszym dniu i byłem od niego trochę szybszy, co wystarczyło, żeby zachować bezpieczną odległość i wygrać wyścig.

Zwycięstwo w drugim wyścigu wyprostowało dzisiaj dla mnie sprawy. Wróciłbym do domu bardzo rozczarowany gdybym nie wygrał tego wyścigu, gdyż mój samochód był zdecydowanie najszybszy przez cały weekend. Musiałem po prostu to jak najlepiej wykorzystać, by zdobyć zwycięstwo. W każdym razie nie było łatwo wygrać, ponieważ startowałem z ósmego pola i musiałem walczyć, żeby przedostać się do przodu, wyprzedzając Menu, Tarquiniego, Nykjæra i Coronela.

## Lista startowa
| Nr | Kierowca           | Zespół                      | Samochód             | Klasa |
| -- | ------------------ | --------------------------- | -------------------- | ----- |
| 1  | Yvan Muller        | Chevrolet                   | Chevrolet Cruze 1.6T | M     |
| 2  | Robert Huff        | Chevrolet                   | Chevrolet Cruze 1.6T | M     |
| 3  | Gabriele Tarquini  | Lukoil – SUNRED             | SUNRED SR León 1.6T  | M     |
| 4  | Aleksiej Dudukało  | Lukoil – SUNRED             | SEAT León 2.0 TDI    | MYJ   |
| 5  | Norbert Michelisz  | Zengő-Dension Team          | BMW 320 TC           | MY    |
| 7  | Fredy Barth        | SEAT Swiss Racing by SUNRED | SUNRED SR León 1.6T  | MY    |
| 8  | Alain Menu         | Chevrolet                   | Chevrolet Cruze 1.6T | M     |
| 9  | Darryl O’Young     | Bamboo Engineering          | Chevrolet Cruze 1.6T | MY    |
| 10 | Yukinori Taniguchi | Bamboo Engineering          | Chevrolet Cruze 1.6T | MY    |
| 11 | Kristian Poulsen   | Liqui Moly Team Engstler    | BMW 320 TC           | MY    |
| 12 | Franz Engstler     | Liqui Moly Team Engstler    | BMW 320 TC           | MY    |
| 15 | Tom Coronel        | ROAL Motorsport             | BMW 320 TC           | M     |
| 17 | Michel Nykjær      | SUNRED Engineering          | SUNRED SR León 1.6T  | MY    |
| 18 | Tiago Monteiro     | SUNRED Engineering          | SUNRED SR León 1.6T  | M     |
| 20 | Javier Villa       | Proteam Racing              | BMW 320 TC           | MY    |
| 25 | Mehdi Bennani      | Proteam Racing              | BMW 320 TC           | MY    |
| 30 | Robert Dahlgren    | Polestar Racing             | Volvo C30 Drive      | M     |
| 35 | Urs Sonderegger    | Wiechers-Sport              | BMW 320 TC           | MY    |
| 74 | Pepe Oriola        | SUNRED Engineering          | SUNRED SR León 1.6T  | MY    |
| Nr | Kierowca           | Zespół                      | Samochód             | Klasa |

| Symbol | Klasa                                   |
| ------ | --------------------------------------- |
| M      | Producent (Manufacturers' Championship) |
| Y      | Niezależny (Yokohama Trophy)            |
| J      | Specyfikacja 2010 (Jay-Ten Trophy)      |

## Wyniki

### Sesje treningowe
| Sesja | Nr | Kierowca    | Zespół    | Samochód             | Czas     | Okr. |
| ----- | -- | ----------- | --------- | -------------------- | -------- | ---- |
| 1     | 1  | Yvan Muller | Chevrolet | Chevrolet Cruze 1.6T | 2:11,039 | 11   |
| 2     | 1  | Yvan Muller | Chevrolet | Chevrolet Cruze 1.6T | 2:10,202 | 10   |

### Kwalifikacje
| Poz.    | Nr      |         | Kierowca           | Zespół                      | Samochód             | Q1        | Q2       | Poz. s. R1 | Poz. s. R2 |
| II etap | II etap | II etap | II etap            | II etap                     | II etap              | II etap   | II etap  | II etap    | II etap    |
| ------- | ------- | ------- | ------------------ | --------------------------- | -------------------- | --------- | -------- | ---------- | ---------- |
| 1       | 1       |         | Yvan Muller        | Chevrolet                   | Chevrolet Cruze 1.6T | 2:10,384  | 2:08,884 | 1          | 8          |
| 2       | 2       |         | Robert Huff        | Chevrolet                   | Chevrolet Cruze 1.6T | 2:10,375  | 2:09,256 | 2          | 9          |
| 3       | 15      |         | Tom Coronel        | ROAL Motorsport             | BMW 320 TC           | 2:10,831  | 2:09,717 | 3          | 3          |
| 4       | 8       |         | Alain Menu         | Chevrolet                   | Chevrolet Cruze 1.6T | 2:10,466  | 2:09,830 | 4          | 6          |
| 5       | 30      |         | Robert Dahlgren    | Polestar Racing             | Volvo C30 Drive      | 2:10,264  | 2:09,998 | 5          | 10         |
| 6       | 11      | Y       | Kristian Poulsen   | Liqui Moly Team Engstler    | BMW 320 TC           | 2:10,459  | 2:10,326 | 6          | 7          |
| 7       | 3       |         | Gabriele Tarquini  | Lukoil – SUNRED             | SUNRED SR León 1.6T  | 2:10,729  | 2:10,491 | 7          | 4          |
| 8       | 9       | Y       | Darryl O’Young     | Bamboo Engineering          | Chevrolet Cruze 1.6T | 2:10,506  | 2:10,559 | 8          | 5          |
| 9       | 12      | Y       | Franz Engstler     | Liqui Moly Team Engstler    | BMW 320 TC           | 2:10,839  | 2:11,339 | 9          | 2          |
| I etap  |         |         |                    |                             |                      |           |          |            |            |
| 10      | 17      | Y       | Michel Nykjær      | SUNRED Engineering          | SUNRED SR León 1.6T  | 2:10,959  | –        | 10         | 1          |
| 11      | 20      | Y       | Javier Villa       | Proteam Racing              | BMW 320 TC           | 2:11,285  | –        | 11         | 11         |
| 12      | 25      | Y       | Mehdi Bennani      | Proteam Racing              | BMW 320 TC           | 2:11,410  | –        | 12         | 12         |
| 13      | 74      | Y       | Pepe Oriola        | SUNRED Engineering          | SUNRED SR León 1.6T  | 2:11,687  | –        | 13         | 13         |
| 14      | 10      | Y       | Yukinori Taniguchi | Bamboo Engineering          | Chevrolet Cruze 1.6T | 2:11,832  | –        | 14         | 14         |
| 15      | 4       | Y       | Aleksiej Dudukało  | Lukoil – SUNRED             | SEAT León 2.0 TDI    | 2:11,899  | –        | 15         | 15         |
| 16      | 35      | Y       | Urs Sonderegger    | Wiechers-Sport              | BMW 320 TC           | 2:17,051  | –        | 16         | 16         |
|         | 18      |         | Tiago Monteiro     | SUNRED Engineering          | SUNRED SR León 1.6T  | 2:19,531  | –        | 17         | 17         |
|         | 7       | Y       | Fredy Barth        | SEAT Swiss Racing by SUNRED | SUNRED SR León 1.6T  | 13:26,922 | –        | 18         | 19         |
|         | 5       | Y       | Norbert Michelisz  | Zengő-Dension Team          | BMW 320 TC           | [ 3 ]     | [ 3 ]    | 19         | 18         |
| Poz.    | Nr      |         | Kierowca           | Zespół                      | Samochód             | Q1        | Q2       | Poz. s. R1 | Poz. s. R2 |

#### Warunki atmosferyczne[3]
| Temperatura toru      | 24 °C |
| Temperatura powietrza | 19 °C |
| Słońce                | nie   |
| Opady deszczu         | nie   |
| Sucho                 |       |

### Wyścig 1
| Poz.              | +/- | Nr |   | Kierowca           | Zespół                      | Samochód             | Okr. | Czas/Strata | Pkt. | Komentarz |
| ----------------- | --- | -- | - | ------------------ | --------------------------- | -------------------- | ---- | ----------- | ---- | --------- |
| 1                 | 1   | 2  |   | Robert Huff        | Chevrolet                   | Chevrolet Cruze 1.6T | 10   | 21:59,507   | 25   |           |
| 2                 | 1   | 1  |   | Yvan Muller        | Chevrolet                   | Chevrolet Cruze 1.6T | 10   | +0,858      | 18   |           |
| 3                 | 1   | 8  |   | Alain Menu         | Chevrolet                   | Chevrolet Cruze 1.6T | 10   | +11,697     | 15   |           |
| 4                 | 1   | 15 |   | Tom Coronel        | ROAL Motorsport             | BMW 320 TC           | 10   | +13,026     | 12   |           |
| 5                 | 1   | 11 | Y | Kristian Poulsen   | Liqui Moly Team Engstler    | BMW 320 TC           | 10   | +13,772     | 10   |           |
| 6                 | 1   | 30 |   | Robert Dahlgren    | Polestar Racing             | Volvo C30 Drive      | 10   | +14,353     | 8    |           |
| 7                 | 1   | 9  | Y | Darryl O’Young     | Bamboo Engineering          | Chevrolet Cruze 1.6T | 10   | +21,288     | 6    |           |
| 8                 | 11  | 5  | Y | Norbert Michelisz  | Zengő-Dension Team          | BMW 320 TC           | 10   | +21,584     | 4    |           |
| 9                 | 2   | 20 | Y | Javier Villa       | Proteam Racing              | BMW 320 TC           | 10   | +23,436     | 2    |           |
| 10                |     | 17 | Y | Michel Nykjær      | SUNRED Engineering          | SUNRED SR León 1.6T  | 10   | +23,731     | 1    |           |
| 11                | 1   | 25 | Y | Mehdi Bennani      | Proteam Racing              | BMW 320 TC           | 10   | +24,146     |      |           |
| 12                | 5   | 18 |   | Tiago Monteiro     | SUNRED Engineering          | SUNRED SR León 1.6T  | 10   | +27,624     |      |           |
| 13                |     | 74 | Y | Pepe Oriola        | SUNRED Engineering          | SUNRED SR León 1.6T  | 10   | +29,796     |      |           |
| 14                | 1   | 4  | Y | Aleksiej Dudukało  | Lukoil – SUNRED             | SEAT León 2.0 TDI    | 10   | +34,209     |      |           |
| 15                | 1   | 10 | Y | Yukinori Taniguchi | Bamboo Engineering          | Chevrolet Cruze 1.6T | 10   | +34,828     |      |           |
| 16                | 7   | 12 | Y | Franz Engstler     | Liqui Moly Team Engstler    | BMW 320 TC           | 10   | +39,038     |      |           |
| 17                | 1   | 35 | Y | Urs Sonderegger    | Wiechers-Sport              | BMW 320 TC           | 10   | +1:08,893   |      |           |
| Niesklasyfikowani |     |    |   |                    |                             |                      |      |             |      |           |
|                   |     | 3  |   | Gabriele Tarquini  | Lukoil – SUNRED             | SUNRED SR León 1.6T  | 6    |             |      | ukończył  |
|                   |     | 7  | Y | Fredy Barth        | SEAT Swiss Racing by SUNRED | SUNRED SR León 1.6T  | 3    |             |      | silnik    |
| Poz.              | +/- | Nr |   | Kierowca           | Zespół                      | Samochód             | Okr. | Czas/Strata | Pkt. | Komentarz |

#### Najszybsze okrążenie
| Nr | Kierowca    | Zespół    | Samochód             | Czas     | Okr. |
| -- | ----------- | --------- | -------------------- | -------- | ---- |
| 2  | Robert Huff | Chevrolet | Chevrolet Cruze 1.6T | 2:10,863 | 3    |

#### Warunki atmosferyczne[3]
| Temperatura toru      | 33 °C |
| Temperatura powietrza | 18 °C |
| Słońce                | tak   |
| Opady deszczu         | nie   |
| Sucho                 |       |

### Wyścig 2
| Poz.              | +/- | Nr |   | Kierowca           | Zespół                      | Samochód             | Okr. | Czas/Strata | Pkt. | Komentarz             |
| ----------------- | --- | -- | - | ------------------ | --------------------------- | -------------------- | ---- | ----------- | ---- | --------------------- |
| 1                 | 7   | 1  |   | Yvan Muller        | Chevrolet                   | Chevrolet Cruze 1.6T | 10   | 22:08,247   | 25   |                       |
| 2                 | 1   | 15 |   | Tom Coronel        | ROAL Motorsport             | BMW 320 TC           | 10   | +4,183      | 18   |                       |
| 3                 | 3   | 8  |   | Alain Menu         | Chevrolet                   | Chevrolet Cruze 1.6T | 10   | +4,415      | 15   |                       |
| 4                 | 5   | 2  |   | Robert Huff        | Chevrolet                   | Chevrolet Cruze 1.6T | 10   | +5,033      | 12   |                       |
| 5                 | 4   | 17 | Y | Michel Nykjær      | SUNRED Engineering          | SUNRED SR León 1.6T  | 10   | +8,450      | 10   |                       |
| 6                 | 2   | 3  |   | Gabriele Tarquini  | Lukoil – SUNRED             | SUNRED SR León 1.6T  | 10   | +9,118      | 8    |                       |
| 7                 | 4   | 20 | Y | Javier Villa       | Proteam Racing              | BMW 320 TC           | 10   | +9,381      | 6    |                       |
| 8                 | 1   | 11 | Y | Kristian Poulsen   | Liqui Moly Team Engstler    | BMW 320 TC           | 10   | +11,383     | 4    |                       |
| 9                 | 1   | 30 |   | Robert Dahlgren    | Polestar Racing             | Volvo C30 Drive      | 10   | +11,627     | 2    |                       |
| 10                | 2   | 25 | Y | Mehdi Bennani      | Proteam Racing              | BMW 320 TC           | 10   | +11,988     | 1    |                       |
| 11                | 2   | 74 | Y | Pepe Oriola        | SUNRED Engineering          | SUNRED SR León 1.6T  | 10   | +19,966     |      |                       |
| 12                | 5   | 18 |   | Tiago Monteiro     | SUNRED Engineering          | SUNRED SR León 1.6T  | 10   | +21,209     |      |                       |
| 13                | 2   | 4  | Y | Aleksiej Dudukało  | Lukoil – SUNRED             | SEAT León 2.0 TDI    | 10   | +22,252     |      |                       |
| 14                |     | 10 | Y | Yukinori Taniguchi | Bamboo Engineering          | Chevrolet Cruze 1.6T | 10   | +24,809     |      |                       |
| 15                | 3   | 5  | Y | Norbert Michelisz  | Zengő-Dension Team          | BMW 320 TC           | 10   | +42,517     |      | kara +30 sekund       |
| 16                | 3   | 7  | Y | Fredy Barth        | SEAT Swiss Racing by SUNRED | SUNRED SR León 1.6T  | 7    | +3 okr.     |      | łożysko kulkowe       |
| Niesklasyfikowani |     |    |   |                    |                             |                      |      |             |      |                       |
|                   |     | 9  | Y | Darryl O’Young     | Bamboo Engineering          | Chevrolet Cruze 1.6T | 5    |             |      | kolizja z Micheliszem |
|                   |     | 12 | Y | Franz Engstler     | Liqui Moly Team Engstler    | BMW 320 TC           | 1    |             |      | turbina               |
|                   |     | 35 | Y | Urs Sonderegger    | Wiechers-Sport              | BMW 320 TC           | 0    |             |      | wypadł z toru         |
| Poz.              | +/- | Nr |   | Kierowca           | Zespół                      | Samochód             | Okr. | Czas/Strata | Pkt. | Komentarz             |

#### Najszybsze okrążenie
| Nr | Kierowca    | Zespół    | Samochód             | Czas     | Okr. |
| -- | ----------- | --------- | -------------------- | -------- | ---- |
| 1  | Yvan Muller | Chevrolet | Chevrolet Cruze 1.6T | 2:11,640 | 3    |

#### Warunki atmosferyczne[3]
| Temperatura toru      | 32 °C |
| Temperatura powietrza | 19 °C |
| Słońce                | tak   |
| Opady deszczu         | nie   |
| Sucho                 |       |

## Klasyfikacja po rundzie

### Kierowcy
| Poz. | +/- | Kierowca            | Starty | Punkty | P1 | P2 | P3 | PP | NO | NS | DK | NW |
| ---- | --- | ------------------- | ------ | ------ | -- | -- | -- | -- | -- | -- | -- | -- |
| 1    |     | Robert Huff         | 10     | 187    | 5  | 1  | –  | 3  | 4  | –  | –  | –  |
| 2    |     | Yvan Muller         | 10     | 162    | 2  | 4  | 2  | 1  | 3  | 1  | –  | –  |
| 3    |     | Alain Menu          | 10     | 134    | 2  | 2  | 2  | 2  | –  | 1  | –  | –  |
| 4    |     | Gabriele Tarquini   | 10     | 83     | 1  | –  | 1  | 1  | –  | 2  | –  | –  |
| 5    | 1   | Tom Coronel         | 9      | 82     | –  | 2  | –  | –  | –  | 1  | –  | 1  |
| 6    | 1   | Tiago Monteiro      | 10     | 74     | –  | –  | 2  | 1  | –  | –  | –  | –  |
| 7    | 1   | Kristian Poulsen    | 10     | 57     | –  | –  | 1  | –  | –  | 2  | –  | –  |
| 8    | 1   | Norbert Michelisz   | 8      | 50     | –  | 1  | –  | –  | 2  | –  | –  | –  |
| 9    |     | Javier Villa        | 10     | 44     | –  | –  | 1  | –  | 1  | –  | –  | –  |
| 10   |     | Darryl O’Young      | 10     | 37     | –  | –  | –  | –  | –  | 2  | –  | –  |
| 11   | 1   | Michel Nykjær       | 9      | 29     | –  | –  | –  | 1  | –  | 1  | –  | 1  |
| 12   | 1   | Carlos "Cacá" Bueno | 2      | 25     | –  | –  | 1  | –  | –  | –  | –  | –  |
| 13   | 1   | Robert Dahlgren     | 10     | 18     | –  | –  | –  | –  | –  | 1  | –  | –  |
| 14   | 1   | Franz Engstler      | 10     | 16     | –  | –  | –  | –  | –  | 2  | –  | –  |
| 15   |     | Fredy Barth         | 9      | 6      | –  | –  | –  | –  | –  | 3  | –  | 1  |
| 16   |     | Aleksiej Dudukało   | 10     | 2      | –  | –  | –  | –  | –  | 2  | –  | –  |
| 17   | 1   | Mehdi Bennani       | 9      | 2      | –  | –  | –  | 1  | –  | 1  | –  | 1  |
| 18   | 1   | Pepe Oriola         | 10     | 2      | –  | –  | –  | –  | –  | 1  | –  | –  |
| 19   |     | Yukinori Taniguchi  | 10     | 0      | –  | –  | –  | –  | –  | –  | 1  | –  |
| 20   |     | Fabio Fabiani       | 8      | 0      | –  | –  | –  | –  | –  | 2  | –  | –  |
| 21   |     | Marchy Lee          | 5      | 0      | –  | –  | –  | –  | –  | 1  | –  | 1  |
| 22   |     | Urs Sonderegger     | 6      | 0      | –  | –  | –  | –  | –  | 1  | –  | 2  |
| 23   |     | İbrahim Okyay       | 2      | 0      | –  | –  | –  | –  | –  | –  | –  | –  |
| Poz. | +/- | Kierowca            | Starty | Punkty | P1 | P2 | P3 | PP | NO | NS | DK | NW |

### Producenci
| Poz. | +/- | Producent                      | Starty | Punkty | P1 | P2 | P3 | PP | NO | NS | DK | NW |
| ---- | --- | ------------------------------ | ------ | ------ | -- | -- | -- | -- | -- | -- | -- | -- |
| 1    |     | Chevrolet                      | 10     | 405    | 9  | 7  | 5  | 6  | 7  | 4  | 1  | –  |
| 2    | 1   | BMW Customer Racing Teams      | 10     | 238    | –  | 3  | 2  | 1  | 3  | 10 | –  | 5  |
| 3    | 1   | SR Customer Racing             | 10     | 229    | 1  | –  | 3  | 3  | –  | 9  | –  | 2  |
| 4    |     | Volvo Polestar Evaluation Team | 10     | 62     | –  | –  | –  | –  | –  | 1  | –  | –  |
| Poz. | +/- | Producent                      | Starty | Punkty | P1 | P2 | P3 | PP | NO | NS | DK | NW |